# Château de Boran-sur-Oise
Le château de Boran-sur-Oise est situé dans l'Oise, en France.